# نشان تاج (ایران)
نشان تاج یکی از نشان‌های سلطنتی ایران در زمان احمدشاه قاجار و دوران پهلوی بود. بر روی این نشان، تاریخ ۱۳۳۲ به چشم می‌خورد که بر اساس گاهشماری هجری قمری بوده و مقارن با سلطنت احمدشاه قاجار است. اما در دوران پهلوی درج این تاریخ ادامه یافت و نقش این نشان که تاج کیانی است، همچنان حفظ شد و به تاج پهلوی تغییر نکرد. تا سال ۱۳۰۵ خورشیدی تنها دارای دو درجه بود. نشان درجه یک که دارای یک گردن آویز و مخصوص شاه و ولیعهد بود. نشان تاج تا اواخر سدهٔ ۱۹ بالاترین نشان پادشاهی در ایران بود.
نشان تاج ستاره‌ای زرین با ۱۰ نوک و چلیپایی الماس‌نشان دارد. در دایره مرکزی روی آن طرحی از تاج کیانی و در دایره مرکزی پشت آن خورشیدی طلایی رنگ در روی زمینه ای با مینایی آبی دیده می‌شود. تزئینات آن توسط آرتوس برتراند انجام شده‌است. جنس مدال نقره با عیار ۸۰۰ در هزار و همراه با میناکاری بود.
رضاشاه پس از رسیدن به پادشاهی، رنگ نوار نشان تاج را به زرد با حاشیهٔ آبی آسمانی تغییر داد. در درجه‌بندی نشان‌های سلطنتی ایران، نشان تاج پس از نشان شیر و خورشید جای می‌گرفت.
نشان تاج در زمان پهلوی پنج درجه داشت. این نشان با انجام خدمات برجسته به کشور اعطا می‌شد.
- نشان درجه یک تاج: نشانی ستاره ای شکل و یک طرفه که بر روی سینه نصب می‌شد. اندازه آن ۹۳ میلیمتر، وزن ۱۳۳/۶ گرم و از جنس نقره بود.[۲] نشان آویز همراه این نشان بزرگ، نشانی نقره با وزن ۸۳/۲ گرم بود.
- نشان درجه دو تاج: نشانی ستاره ای شکل و دو رو که با روبانی به دور گردن بسته می‌شد.
- نشان درجه سه تاج: نشانی ستاره ای شکل و دو رو که با روبانی بر روی سینه آویخته می‌شد.
- نشان درجه چهار تاج:
- نشان درجه پنج تاج: نشانی ستاره ای شکل و دو رو که با روبانی بر روی سینه آویخته می‌شد. اندازه آن ۴۵/۸ میلیمتر بود.

در دوره پهلوی‌ها نشان‌های رسمی کشور سه نشان بود: ۱-نشان پهلوی ۲-نشان تاج ایران ۳-نشان همایون
ریاست کمیسیون نشان‌های سه‌گانه با شخص شاه بود. نشان پهلوی ویژهٔ شاه، ولیعهد و سران و پادشاهان دیگر کشورها بود. پیشنهاد اعطای نشان تاج برای کارگزاران دولتی، از سوی وزارت‌خانه مربوط داده می‌شد و پس از درگذشت شخص، نشان تاج به دفتر کل نشان‌ها بازگردانده می‌شد ولی فرمان نشان نزد بازماندگان به‌یادگار می‌ماند. از نشان درجه یک تاج، فقط ۱۰ عدد وجود داشت و تنها پس از مرگ یکی از دارندگان نشان این امکان وجود داشت تا شخص دیگری آن را دریافت کند.
افزایش چشمگیر درآمدهای نفتی ایران که حاصل مذاکرات جمشید آموزگار بود باعث شد در سال ۱۳۴۹ خورشیدی، نشان درجه یک تاج به او اعطا شود. نشان تاج پس از انقلاب ۱۳۵۷ ملغی شد.

## نگارخانه

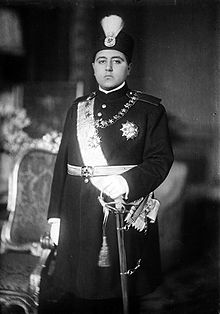
نشان تاج بر سینه و گردن احمدشاه
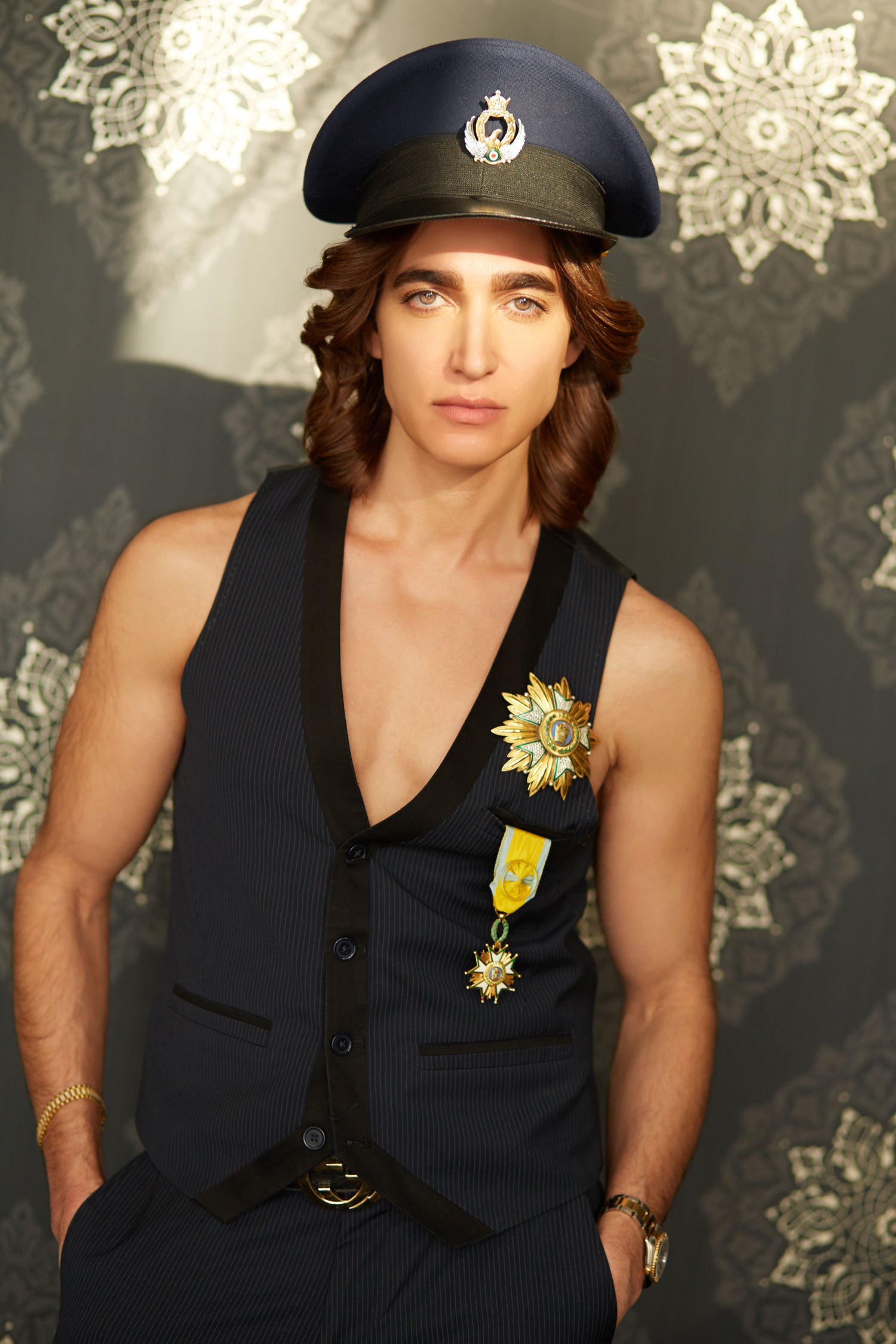
نشان تاج بر سینه سرین بدیعی
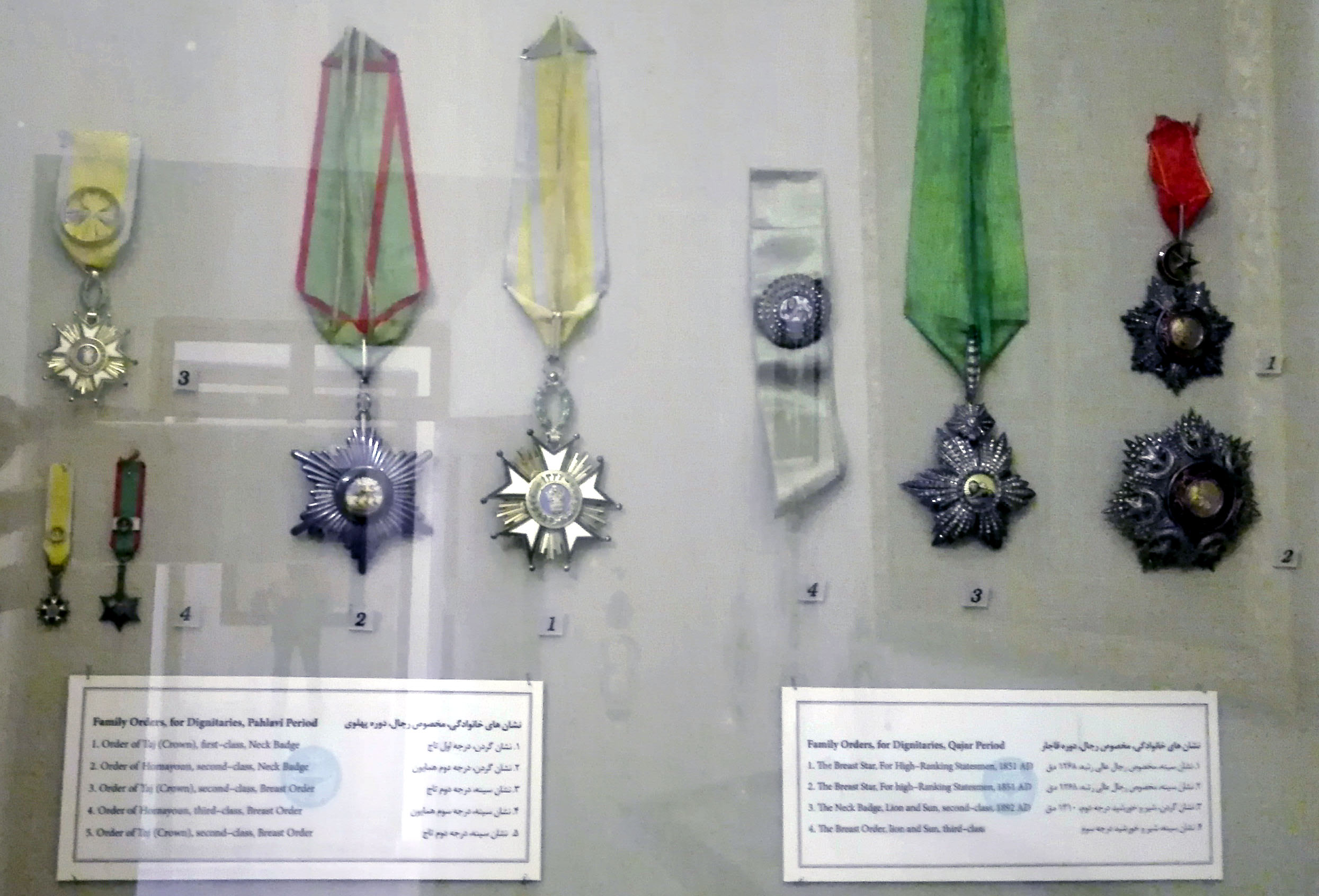
نشان‌های تاج درجه یک تا سه در موزه مقدم تهران
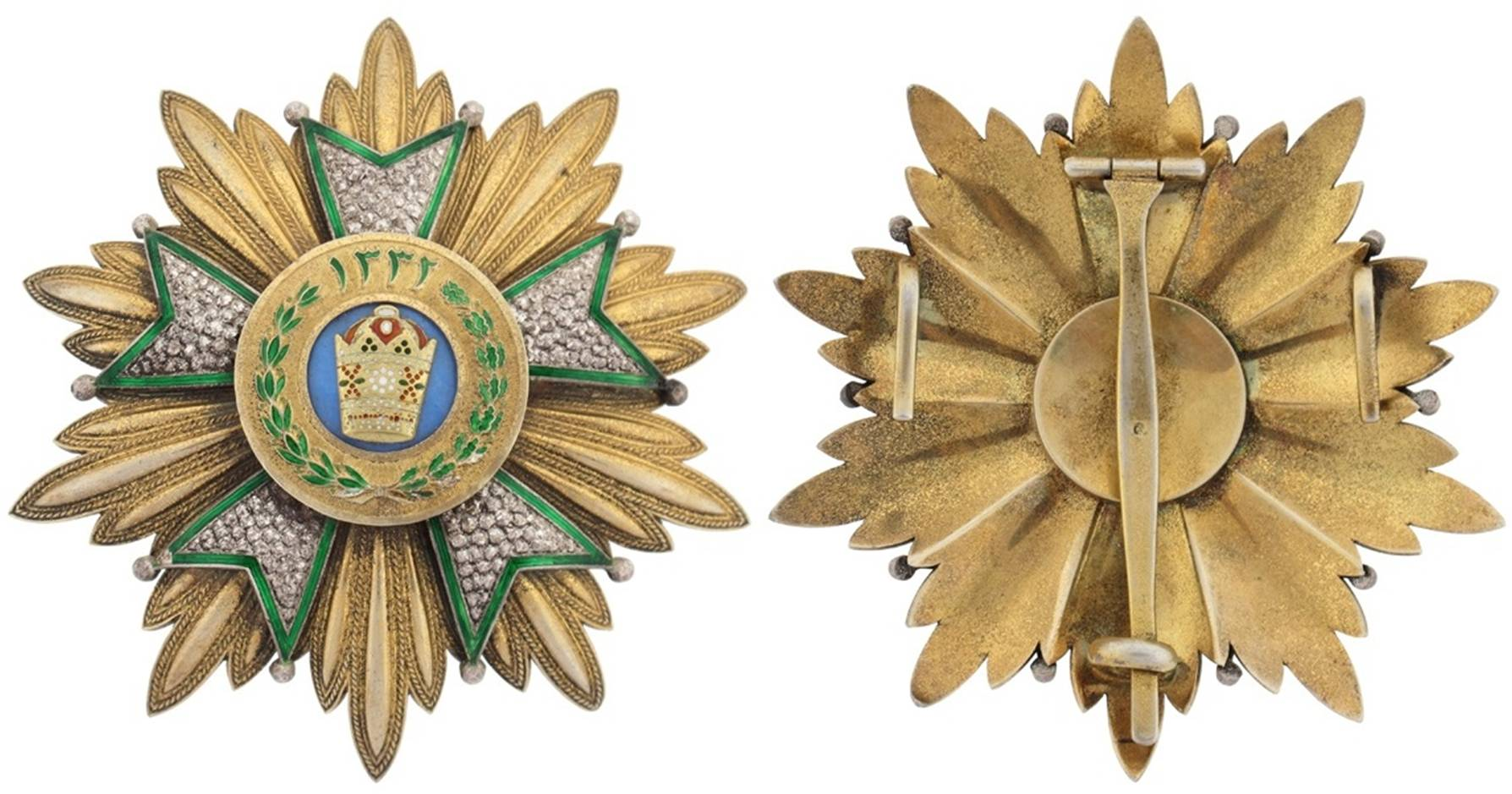
نشان سینه تاج (درجه یک)
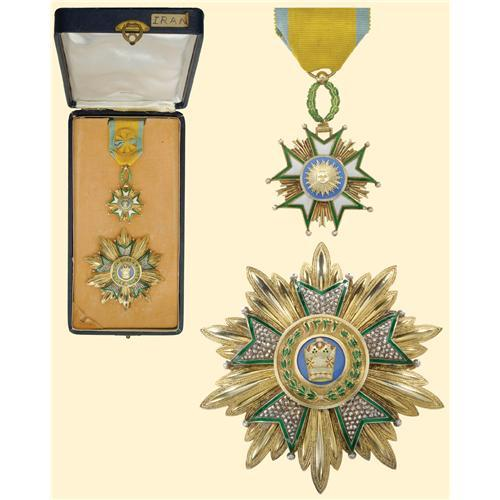
ست نشان درجه یک تاج
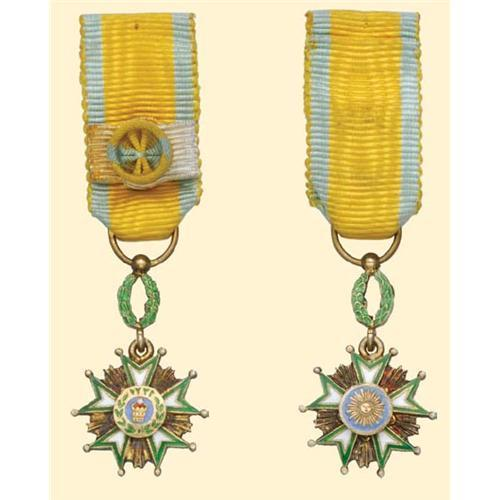
نشان آویز تاج